# Máximo González
Máximo González Mereira (Tandil, 20 luglio 1983) è un tennista argentino.
Specialista del doppio, ha vinto 19 titoli del circuito maggiore tra cui il Masters 1000 di Cincinnati 2023. Ha raggiunto il suo miglior ranking ATP al 10º posto nel settembre 2023. I migliori risultati nelle prove del Grande Slam sono state le semifinali agli US Open 2008 e al torneo di Wimbledon 2021 e negli altri tornei dello Slam ha raggiunto i quarti di finale.
In singolare ha giocato tra i professionisti fino al 2018 e ha vinto 17 titoli Challenger. Ha disputato inoltre due semifinali nel circuito maggiore, il terzo turno all'Open di Francia 2009 e ha raggiunto la 58ª posizione del ranking nel luglio 2009. Ha esordito nella squadra argentina di Coppa Davis nel settembre 2017.

## Carriera

### 2000-2004, inizi tra i professionisti e primi titoli Futures
Fa il suo debutto tra i professionisti nei tornei del circuito ITF Futures nel 2000. Nella prima parte della carriera gioca soprattutto sulla terra battuta e vince il primo torneo Futures in doppio al torneo France F10 del 2003. Conquista il primo titolo in singolare l'anno successivo al torneo Futures Italy F17 di Arezzo. Dopo alcune isolate apparizioni, inizia a giocare in pianta stabile nell'ATP Challenger Tour verso la fine del 2005 e abbandona quasi del tutto i tornei Futures, l'ultimo dei quali lo vincerà nel 2007 chiudendo l'esperienza con 7 titoli di categoria in singolare e 7 in doppio, tutti sulla terra battuta.

### 2005-2007, esordi nel circuito maggiore, primi titoli Challenger e top 100 in doppio
Nel novembre 2005 vince il primo titolo Challenger, in coppia con Sergio Roitman supera Carlos Berlocq / Martín Vassallo Argüello nella finale di doppio ad Aracaju. Nel corso della stagione entra nella top 300 sia in singolare che in doppio. L'anno successivo vince con Roitman 5 delle 6 finali di doppio disputate ed entra nella top 100. In singolare non va oltre una semifinale Challenger, ma ottiene discreti risultati che lo portano alla top 200. Nel maggio 2007 debutta alle qualificazioni del Roland Garros in singolare con una vittoria e una sconfitta. Dopo alcune apparizioni senza successi nel circuito maggiore, nel luglio 2007 vince il primo incontro in un tabellone principale ATP nel torneo di doppio a Umago. Un mese più tardi vince il primo titolo Challenger in singolare a Vigo battendo in finale Marc López; nel giro di 4 settimane ne vince altri tre, portandosi a ridosso del 200º posto del ranking.

### 2008-2009, primo titolo ATP, semifinali agli US Open e top 50 in doppio, top 60 in singolare

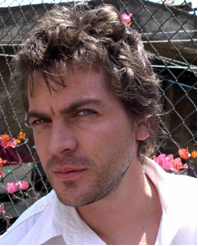
González nel 2009

Nel gennaio 2008 fa il suo esordio in una prova dello Slam al torneo di doppio dell'Australian Open e perde al primo turno in coppia con Juan Mónaco contro i numeri 1 del mondo Bob e Mike Bryan. Il 3 febbraio González disputa con Monaco la sua prima finale dell'ATP Tour a Viña del Mar e sono costretti al ritiro mentre si trovano in svantaggio 1-6, 0-3. Si rifanno in aprile vincendo la finale dell'ATP International Series di Valencia contro Travis Parrott / Filip Polášek. Si qualifica in singolare al tabellone principale del Roland Garros e supera al primo turno Roko Karanušić. In agosto torna a giocare con Monaco e vengono sconfitti da Lukas Dlouhy / Leander Paes in semifinale agli US Open, risultato che lo porterà nelle settimane seguenti nella top 50 del ranking di specialità.
Verso la fine del 2008 inizia il suo periodo migliore in singolare con alcuni discreti risultati nei Challenger, che prosegue nel 2009 con due titoli Challenger e buone prestazioni anche nei tornei ATP, come i quarti di finale a Buenos Aires dopo aver battuto il nº 49 ATP ed ex nº 1 del mondo Carlos Moyá. In maggio viene schierato nella squadra argentina di World Team Cup, vince 4 dei 5 incontri disputati ma l'Argentina viene eliminata dalla Serbia nel round-robin. Al Roland Garros sconfigge il nº 24 del mondo Mardy Fish e raggiunge il terzo turno. La successiva finale raggiunta nel Challenger di Torino lo porta al 58º posto mondiale, che sarà il miglior ranking in singolare della carriera.

### 2010-2014, infortuni, crolli nel ranking e rientri nella top 100
Verso fine 2009 subisce un infortunio all'anca e soprattutto un altro al ginocchio che lo costringe a un intervento chirurgico e a rientrare nel maggio 2010, nel corso della nuova stagione si ritrova oltre il 200º posto sia in singolare che in doppio. Si risolleva nella prima parte del 2011 con nuovi titoli nei Challenger e figurando bene in alcuni tornei ATP, rientrando nelle top 100 delle classifiche. Si qualifica in aprile al Masters di Monte Carlo e al secondo turno viene battuto al tiebreak del set decisivo dal nº 12 del mondo Nicolás Almagro. Un paio di infortuni a fine anno e nel luglio 2012 ne limitano il rendimento.
Stenta a riprendersi e nel settembre 2013 scende alla 665ª posizione nel ranking di doppio ma quattro finali Challenger vinte verso fine anno, come di consueto sulla terra battuta, lo riportano nella top 200. In agosto arriva inaspettata al primo turno degli US Open la vittoria sul nº 14 ATP Jerzy Janowicz, al quale concede solo 8 giochi. Continua a risalire posizioni grazie alle sue prestazioni nei Challenger e in doppio raggiunge i quarti al Roland Garros 2014. Disputa le finali in doppio nei successivi 4 Challenger, vincendone 2, mentre in singolare ne gioca 2 vincendole entrambe; grazie alla semifinale giocata a Kitzbühel arriva all'82º posto in singolare; consolida inoltre la sua presenza nella top 100 di doppio salendo al 51º posto.

### 2015-2017, due titoli ATP, esordio in Coppa Davis
Nel luglio 2015 vince il suo secondo titolo ATP nel torneo di doppio di Umago in coppia con André Sá, e nel corso della stagione vince tre Challenger in doppio e due in singolare. Nell'aprile 2016 conquista il titolo di doppio all'ATP 250 di Marrakech, in coppia con Guillermo Durán, e tre settimane dopo esce in semifinale in doppio all'ATP di Istanbul. In agosto fa il suo esordio olimpico in coppia con Juan Martín del Potro nel torneo di doppio dei Giochi di Rio de Janeiro, dove gli argentini vengono eliminati al secondo turno dai futuri vincitori del torneo Marc López / Rafael Nadal. Il 23 ottobre 2016 conquista nel Challenger di Santiago del Cile il suo ultimo trofeo in singolare battendo in due set Rogério Dutra da Silva.
Dopo 59 titoli conquistati sulla terra rossa, il 19 marzo 2017 conquista il primo titolo sul cemento al Challenger di Buenos Aires vincendo con Andres Molteni il torneo di doppio. In aprile fa la sua ultima apparizione in un torneo ATP in singolare a Houston, venendo sconfitto da Thomaz Bellucci in tre set dopo aver eliminato al primo turno il nº 73 ATP Jared Donaldson. Continua i successi in doppio su terra battuta vincendo in stagione altri tre Challenger ma non difende i punti conquistati l'anno prima all'ATP di Marrakesh e in aprile esce dalla top 100 di doppio dopo quasi tre anni di permanenza. In settembre esordisce in Coppa Davis con una sconfitta in doppio nella sfida persa 3-2 contro il Kazakistan.

### 2018, ultimi impegni in singolare, un titolo ATP e top 40 in doppio
Rientra nella top 100 di doppio nel febbraio 2018 grazie alla semifinale giocata con Guillermo Durán a Buenos Aires e due settimane dopo trionfa nell'ATP di San Paolo del Brasile in coppia con Federico Delbonis. Dal maggio 2018 abbandona completamente il singolare e gioca quasi esclusivamente i tornei del circuito maggiore in doppio, dando il via al periodo di maggiore successo della lunga carriera. Tra i risultati più importanti della stagione vi sono i quarti di finale raggiunti al Roland Garros e agli US Open, e gli ottavi di finale a Wimbledon, sempre con Nicolás Jarry. In settembre sale per la prima volta al 40º posto del ranking.

### 2019, tre titoli ATP e nº 22 del mondo
Inizia bene il 2019 raggiungendo gli ottavi all'Australian Open, ancora con Jarry, dopo aver sconfitto le teste di serie nº 1 Oliver Marach / Mate Pavić. Disputa quindi 4 finali ATP consecutive, perde la prima il 10 febbraio a Córdoba in coppia con Horacio Zeballos, assieme al quale vince la settimana dopo l'ATP 250 di Buenos Aires. Il 24 febbraio vince il suo unico titolo in carriera in un ATP 500 a Rio de Janeiro, sconfiggendo con Jarry Thomaz Bellucci / Rogério Dutra da Silva. La settimana seguente si conferma campione a San Paolo del Brasile in coppia con Delbonis. Anche sul cemento del Miami Open arriva ai quarti, sconfiggendo insieme a Zeballos agli ottavi le teste di serie nº 4 Robert Farah / Juan Sebastián Cabal.
Torna a giocare sul rosso e arriva in semifinale a Monte Carlo, risultato che lo proietta al 22º posto del mondo, suo nuovo best ranking. Subito dopo raggiunge i quarti agli Internazionali d'Italia, a cui fa seguito la deludente eliminazione al primo turno del Roland Garros. Nel successivo torneo di Eastbourne raggiunge per la prima volta da professionista una finale sull'erba; è testa di serie nº 2 con Zeballos e in finale Farah e Cabal si prendono la rivincita di Miami imponendosi al terzo set. L'infortunio al ginocchio subito durante il match degli ottavi a Wimbledon lo costringe a tre mesi di stop. Chiude la stagione contribuendo al superamento del turno in Coppa Davis dell'Argentina, che viene eliminata ai quarti di finale.

### 2020, un titolo ATP
Inizia il 2020 raggiungendo di nuovo i quarti con l'Argentina, questa volta in ATP Cup, ottenendo due vittorie e due sconfitte nei doppi disputati. Il 18 gennaio conquista ad Adelaide il suo primo titolo ATP sul cemento battendo in finale insieme a Fabrice Martin la coppia Ivan Dodig / Filip Polášek. Non ripete i successi ottenuti nei tornei sudamericani nei primi mesi dell'anno precedente. Dopo la lunga pausa dovuta alla pandemia di COVID-19, non va oltre la semifinale raggiunta al Sardegna Open e il secondo turno negli Slam di New York e Parigi. Nel corso della stagione oscilla tra la 34ª e la 43ª posizione del ranking.

### 2021, tre titoli ATP, semifinale a Wimbledon e rientro nella top 30
Fa il suo esordio stagionale in Australia all'ATP Cup e vince assieme a Horacio Zeballos entrambi gli incontri di round-robin disputati, che non sono sufficienti per il passaggio del turno all'Argentina, superata per 2-1 nel confronto con la Russia. Nel febbraio 2021 viene eliminato al terzo turno dell'Australian Open in coppia con Simone Bolelli, assieme al quale vince in marzo il torneo di Santiago del Cile. Sempre in coppia con Bolelli disputa due finali ATP consecutive in maggio, perdendo quella di Ginevra e conquistando a Parma il suo 10º titolo di categoria.
La coppia italo-argentina si impone anche nel torneo di Mallorca. Per entrambi si tratta del primo titolo su erba. Al successivo torneo di Wimbledon raggiungono la semifinale, che perdono in 4 set contro le teste di serie nº 4 Marcel Granollers / Horacio Zeballos. Con questo risultato González rientra dopo 23 mesi nella top 30, al 28º posto. Nonostante non superi mai il secondo turno nel prosieguo della stagione, a novembre eguaglia il proprio best ranking al 22º posto mondiale. In settembre contribuisce al passaggio del turno dell'Argentina in Coppa Davis imponendosi in doppio assieme a Zeballos nella sfida vinta 4-1 con la Bielorussia.

### 2022, un titolo ATP
Come l'anno precedente inizia la stagione all'ATP Cup, in coppia con Andres Molteni vince due dei tre incontri disputati nel round-robin e l'Argentina viene eliminata dalla Polonia. Al successivo ATP 250 di Córdoba gioca con Guillermo Duran la sua prima semifinale dopo quella a Wimbledon 2021 e vengono sconfitti da Santiago González / Andres Molteni. Prende parte al Miami Masters con Federico Delbonis e vengono eliminati nei quarti di finale. Disputa assieme a André Göransson la sua prima finale della stagione all'Estoril Open e vengono sconfitti in tre set da Francisco Cabral / Nuno Borges.
A maggio raggiunge la semifinale agli Internazionali d'Italia con Andrej Golubev e subito dopo perde anche la finale all'ATP di Lione in coppia con Marcelo Melo, assieme al quale viene eliminato al secondo turno al Roland Garros. Esce al secondo turno anche ad Halle e perde tutti i match successivi dei tornei ATP. Torna al successo in settembre in Coppa Davis vincendo due dei tre match disputati, che non bastano a evitare l'eliminazione dell'Argentina. Il mese successivo vince il suo unico torneo ATP della stagione al Gijón Open, gioca in coppia con Andrés Molteni e hanno la meglio in tre set in finale su Nathaniel Lammons / Jackson Withrow. A fine anno escono in semifinale all'ATP 500 di Vienna.

### 2023, primo titolo Masters 1000, altri quattro titoli ATP e top 10

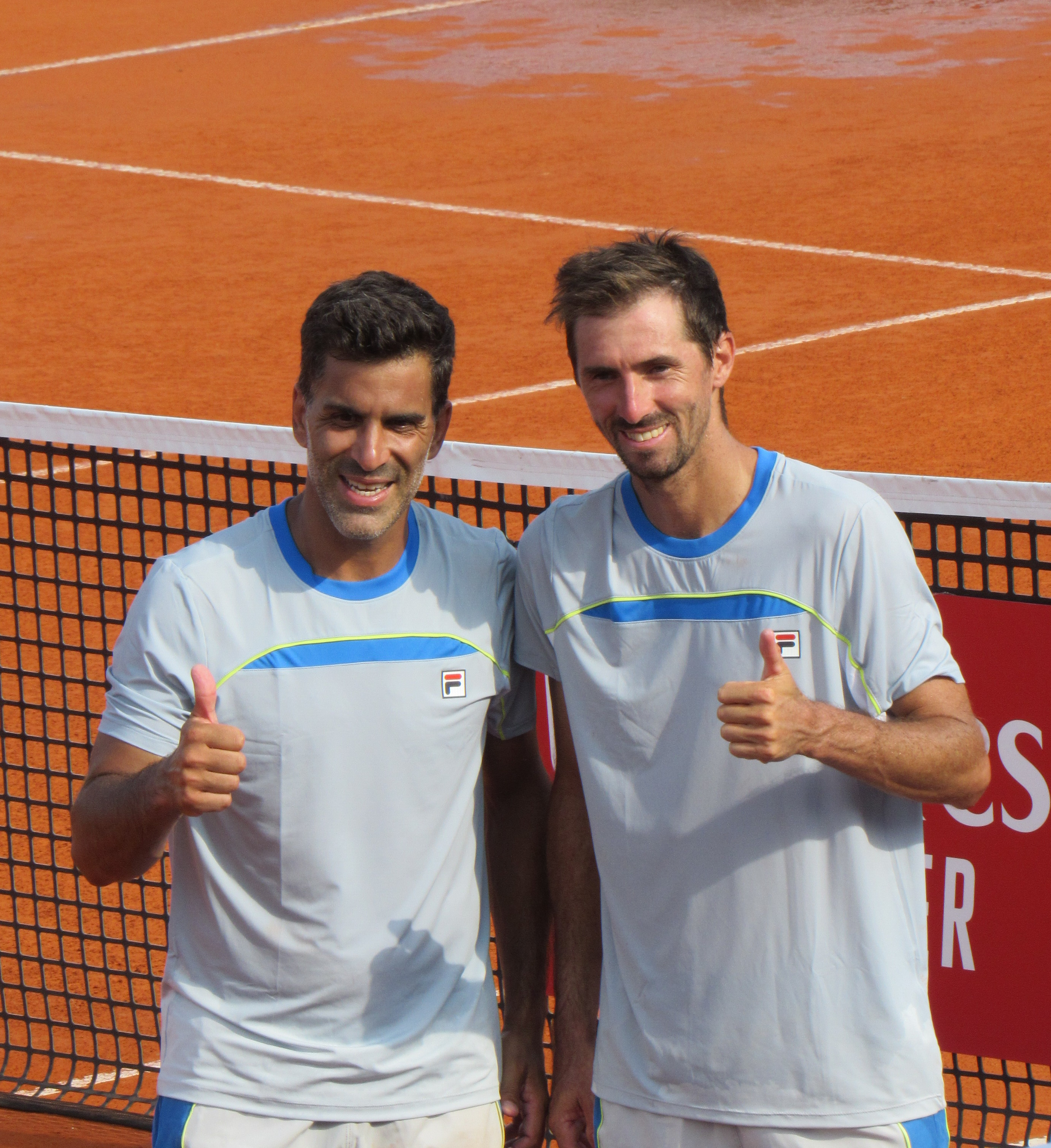
Máximo González assieme al compagno di doppio Andrés Molteni, al Córdoba Open 2024.

A febbraio vince con Molteni il titolo a Córdoba sconfiggendo in finale Sadio Doumbia / Fabien Reboul. Eliminati in semifinale a Buenos Aires, vincono anche l'ATP 500 di Rio de Janeiro con il successo in finale su Juan Sebastián Cabal / Marcelo Melo in due set. Eliminati nei quarti al Masters di Miami, ad aprile sconfiggono i numeri 1 del mondo Wesley Koolhof / Neal Skupski in finale all'ATP 500 di Barcellona. Perdono la finale al Challenger 175 di Cagliari, e González migliora dopo oltre 4 anni il best ranking portandosi alla 21ª posizione mondiale. Al Roland Garros sconfiggono le teste di serie nº 2 Rajeev Ram / Joe Salisbury ed escono di scena nei quarti. Tornano al successo ad agosto a Washington, dove si aggiudicano il primo titolo ATP 500 sul cemento sconfiggendo in rimonta in finale Mackenzie McDonald / Ben Shelton.
A coronamento della grande stagione arriva il trionfo a Cincinnati, il primo titolo Masters 1000 per entrambi; eliminano tra gli altri le teste di serie nº 2 Rajeev Ram / Joe Salisbury e in semifinale le nº 3 Ivan Dodig / Austin Krajicek, nell'incontro che assegna il titolo superano Jamie Murray / Michael Venus con il punteggio di 3-6, 6-1, [11-9]. González guadagna 16 posizioni in classifica e porta il best ranking alla 12ª. Sale alla 10ª – entrando per la prima volta in carriera nella top 10 – dopo aver raggiunto i quarti agli US Open e aver raccolto 7 giochi contro i vincitori del torneo Ram / Salisbury. Nel finale di stagione raggiungono i quarti allo Shanghai Masters e si qualificano per le ATP Finals, dove escono nel round-robin perdendo i tre incontri disputati.

### 2024, due titoli ATP
Ancora con Molteni, nel 2024 raggiunge per la prima volta i quarti di finale agli Australian Open. A febbraio si confermano campioni a Cordoba superando in finale Sadio Doumbia / Fabien Reboul. Non vanno oltre il secondo turno nei tornei successivi e ad aprile si impongono al Barcelona Open con la vittoria in finale su Hugo Nys / Jan Zieliński, conquistando l'ottavo successo nelle ultime otto finali ATP disputate. Nei tre mesi successivi gioca solo tre tornei ed esce in semifinale all'ATP di Lione, al terzo turno al Roland Garros e nei quarti a Wimbledon, mentre nei due tornei dello Slam in doppio misto raggiunge le semifinali con Ulrikke Eikeri. Torna a disputare le Olimpiadi ai Giochi di Parigi ed esce al primo turno sia nel doppio maschile con Molteni che in doppio misto con Nadia Podoroska.
Nella trasferta nordamericana difendeva con Molteni il titolo a Cincinnati, vengono eliminati al primo turno e perdono molte posizioni nel ranking; si mettono in luce solo agli US Open, sconfitti nei quarti dai vincitori del torneo Kevin Krawietz / Tim Pütz dopo aver battuto Rohan Bopanna / Matthew Ebden. Nella fase a gruppi delle Finals di Coppa Davis vincono due dei tre match disputati e l'Argentina accede ai quarti di finale. Dopo aver vinto otto finali ATP consecutive, perdono contro Koolhof / Mektić quella di Shanghai, la loro seconda finale disputata in un torneo Masters 1000. Dopo la semifinale raggiunta al Vienna Open, chiudono la stagione con la sconfitta nei quarti di Coppa Davis nella sfida persa contro l'Italia.

### 2025, una finale ATP
A inizio 2025 perdono due semifinali ATP ed escono al primo turno agli Australian Open. Disputano la prima finale della stagione al Chile Open e vengono sconfitti da Nicolás Barrientos / Rithvik Choudary Bollipalli. Si spingono fino ai quarti di finale sia all'Indian Wells Open che al Miami Open e González rientra nella top 20. Il miglior risultato nel periodo successivo sono i quarti di finale raggiunti al Madrid Open.

## Statistiche

### Doppio

#### Vittorie (19)
| Legenda                                      |
| Grande Slam (0)                              |
| ATP Finals (0)                               |
| ATP Masters 1000 (1)                         |
| ATP Tour 500 (5)                             |
| ATP International Series / ATP Tour 250 (13) |

| N.  | Data             | Torneo                                       | Superficie      | Compagno          | Avversari in finale                   | Punteggio              |
| 1.  | 19 aprile 2008   | Open de Tenis Comunidad Valenciana, Valencia | Terra rossa     | Juan Mónaco       | Travis Parrott Filip Polášek          | 7-5, 7-5               |
| 2.  | 25 luglio 2015   | Croatia Open Umag, Umago                     | Terra rossa     | André Sá          | Mariusz Fyrstenberg Santiago González | 4-6, 6-3, [10-5]       |
| 3.  | 9 aprile 2016    | Grand Prix Hassan II, Marrakech              | Terra rossa     | Guillermo Durán   | Marin Draganja Aisam-ul-Haq Qureshi   | 6-2, 3-6, [10-6]       |
| 4.  | 4 marzo 2018     | Brasil Open, San Paolo                       | Terra rossa (i) | Federico Delbonis | Wesley Koolhof Artem Sitak            | 6-4, 6-2               |
| 5.  | 17 febbraio 2019 | Argentina Open, Buenos Aires                 | Terra rossa     | Horacio Zeballos  | Diego Schwartzman Dominic Thiem       | 6-1, 6-1               |
| 6.  | 24 febbraio 2019 | Rio Open, Rio de Janeiro                     | Terra rossa     | Nicolás Jarry     | Thomaz Bellucci Rogério Dutra Silva   | 6(3)-7, 6-3, [10-7]    |
| 7.  | 2 marzo 2019     | Brasil Open, San Paolo (2)                   | Terra rossa (i) | Federico Delbonis | Luke Bambridge Jonny O'Mara           | 6-4, 6-3               |
| 8.  | 18 gennaio 2020  | Adelaide International, Adelaide             | Cemento         | Fabrice Martin    | Ivan Dodig Filip Polášek              | 7-6(12), 6-3           |
| 9.  | 14 marzo 2021    | Chile Open, Santiago del Cile                | Terra rossa     | Simone Bolelli    | Federico Delbonis Jaume Munar         | 7-6(3), 6-4            |
| 10. | 29 maggio 2021   | Emilia Romagna Open, Parma                   | Terra rossa     | Simone Bolelli    | Aisam-ul-Haq Qureshi Oliver Marach    | 6-3, 6-3               |
| 11. | 26 giugno 2021   | Mallorca Championships, Maiorca              | Erba            | Simone Bolelli    | Novak Đoković Carlos Gómez-Herrera    | w/o                    |
| 12. | 16 ottobre 2022  | Gijón Open, Gijón                            | Cemento (i)     | Andrés Molteni    | Nathaniel Lammons Jackson Withrow     | 6(6)-7, 7-6(4), [10-5] |
| 13. | 12 febbraio 2023 | Córdoba Open, Córdoba                        | Terra rossa     | Andrés Molteni    | Sadio Doumbia Fabien Reboul           | 6-4, 6-4               |
| 14. | 26 febbraio 2023 | Rio Open, Rio de Janeiro (2)                 | Terra rossa     | Andrés Molteni    | Juan Sebastián Cabal Marcelo Melo     | 6-1, 7-6(3)            |
| 15. | 23 aprile 2023   | Barcelona Open, Barcellona                   | Terra rossa     | Andrés Molteni    | Wesley Koolhof Neal Skupski           | 6-3, 6(8)-7, [10-4]    |
| 16. | 6 agosto 2023    | Washington Open, Washington                  | Cemento         | Andrés Molteni    | Mackenzie McDonald Ben Shelton        | 6(4)–7, 6–2, [10–6]    |
| 17. | 20 agosto 2023   | Cincinnati Open, Cincinnati                  | Cemento         | Andrés Molteni    | Jamie Murray Michael Venus            | 3-6, 6-1, [11-9]       |
| 18. | 11 febbraio 2024 | Córdoba Open, Córdoba (2)                    | Terra rosso     | Andrés Molteni    | Sadio Doumbia Fabien Reboul           | 6-4, 6-1               |
| 19. | 21 aprile 2024   | Barcelona Open, Barcellona (2)               | Terra rossa     | Andrés Molteni    | Hugo Nys Jan Zieliński                | 4–6, 6–4, [11–9]       |

#### Finali perse (8)
| Legenda              |
| Grande Slam (0)      |
| ATP Finals (0)       |
| ATP Masters 1000 (1) |
| ATP Tour 500 (0)     |
| ATP Tour 250 (7)     |

| N. | Data             | Torneo                                     | Superficie  | Compagno         | Avversari in finale                            | Punteggio           |
| 1. | 2 febbraio 2008  | Chile Open, Viña del Mar                   | Terra rossa | Juan Mónaco      | Sebastián Prieto José Acasuso                  | 1-6, 0-3, rit.      |
| 2. | 10 febbraio 2019 | Córdoba Open, Córdoba                      | Terra rossa | Horacio Zeballos | Roman Jebavý Andrés Molteni                    | 4-6, 6(4)-7         |
| 3. | 28 giugno 2019   | Eastbourne International, Eastbourne       | Erba        | Horacio Zeballos | Juan Sebastián Cabal Robert Farah              | 6-3, 6(4)-7, [6-10] |
| 4. | 22 maggio 2021   | Geneva Open, Ginevra                       | Terra rossa | Simone Bolelli   | John Peers Michael Venus                       | 2-6, 5-7            |
| 5. | 1º maggio 2022   | Estoril Open, Cascais                      | Terra rossa | André Göransson  | Francisco Cabral Nuno Borges                   | 2-6, 3-6            |
| 6. | 22 maggio 2022   | Open Parc Auvergne-Rhône-Alpes Lyon, Lione | Terra rossa | Marcelo Melo     | Ivan Dodig Austin Krajicek                     | 3-6, 4-6            |
| 7. | 13 ottobre 2024  | Shanghai Masters, Shanghai                 | Cemento     | Andrés Molteni   | Wesley Koolhof Nikola Mektić                   | 4–6, 4–6            |
| 8. | 1º marzo 2025    | Chile Open, Santiago del Cile              | Terra rossa | Andrés Molteni   | Nicolás Barrientos Rithvik Choudary Bollipalli | 3–6, 2–6            |

### Tornei minori

#### Singolare

##### Vittorie (24)
| Legenda tornei minori |
| Challenger (17)       |
| Futures (7)           |

| N.  | Data              | Torneo                                              | Superficie  | Avversario in finale   | Punteggio     |
| 1.  | 12 agosto 2007    | Concurso Internacional de Tenis, Vigo               | Terra rossa | Marc López             | 6-2, 6-4      |
| 2.  | 19 agosto 2007    | Internazionali del Friuli Venezia Giulia, Cordenons | Terra rossa | Mariano Puerta         | 2-6, 7-5, 7-5 |
| 3.  | 2 settembre 2007  | Città di Como Challenger, Como                      | Terra rossa | Christophe Rochus      | 7-6, 6-4      |
| 4.  | 9 settembre 2007  | Brașov Challenger, Brașov                           | Terra rossa | Olivier Patience       | 6-4, 6-3      |
| 5.  | 13 luglio 2008    | San Benedetto Tennis Cup, San Benedetto del Tronto  | Terra rossa | Diego Junqueira        | 6-4, 7-6(5)   |
| 6.  | 25 gennaio 2009   | Challenger ATP Iquique, Iquique                     | Terra rossa | Guillermo Hormazábal   | 6-4, 6-4      |
| 7.  | 15 marzo 2009     | Challenger Providencia, Providencia                 | Terra rossa | Mariano Zabaleta       | 6-4, 6-3      |
| 8.  | 3 ottobre 2010    | Uruguay Open, Montevideo                            | Terra rossa | Pablo Cuevas           | 1-6, 6-3, 6-4 |
| 9.  | 10 ottobre 2010   | Buenos Aires Challenger, Buenos Aires               | Terra rossa | Pablo Cuevas           | 6-4, 6-3      |
| 10. | 13 marzo 2011     | Santiago Challenger, Santiago del Cile              | Terra rossa | Éric Prodon            | 7-5, 0-6, 6-2 |
| 11. | 25 settembre 2011 | Campeonato Internacional de Campinas, Campinas      | Terra rossa | Caio Zampieri          | 6-3, 6-2      |
| 12. | 27 aprile 2014    | Santos Brasil Tennis Open, Santos                   | Terra rossa | Gastão Elias           | 7-5, 6-3      |
| 13. | 15 giugno 2014    | Internationaux de Tennis de Blois, Blois            | Terra rossa | Gastão Elias           | 6-2, 6-3      |
| 14. | 29 giugno 2014    | ATP Challenger 2001 Team Padova, Padova             | Terra rossa | Albert Ramos Viñolas   | 6-3, 6-4      |
| 15. | 7 giugno 2015     | Venice Challenge Save Cup, Mestre                   | Terra rossa | Jozef Kovalik          | 6-1, 6-3      |
| 16. | 18 ottobre 2015   | Corrientes Challenger, Corrientes                   | Terra rossa | Diego Schwartzman      | 3-6, 7-5, 6-4 |
| 17. | 23 ottobre 2016   | Challenger de Santiago, Santiago del Cile           | Terra rossa | Rogério Dutra da Silva | 6-2, 7-6(5)   |

#### Doppio

##### Vittorie (36)
| Legenda tornei minori |
| Challenger (29)       |
| Futures (7)           |

| N.  | Data              | Torneo                                                  | Superficie  | Compagno          | Avversari in finale                                   | Punteggio           |
| 1.  | 20 novembre 2005  | Brazil Challenger, Aracaju                              | Terra rossa | Sergio Roitman    | Carlos Berlocq Martín Vassallo Argüello               | 6-4, 6(7)-7, 6-3    |
| 2.  | 29 gennaio 2006   | Santiago Challenger, Santiago del Cile                  | Terra rossa | Sergio Roitman    | Jorge Aguilar Felipe Parada                           | 6-4, 6-3            |
| 3.  | 16 aprile 2006    | Florianopolis Challenger, Florianópolis                 | Terra rossa | Sergio Roitman    | Thiago Alves Júlio Silva                              | 6-2, 3-6, [10-5]    |
| 4.  | 13 agosto 2006    | San Marino Open, San Marino                             | Terra rossa | Sergio Roitman    | Jérôme Haehnel Julien Jeanpierre                      | 6-3, 6-4            |
| 5.  | 29 ottobre 2006   | Uruguay Open, Montevideo                                | Terra rossa | Sergio Roitman    | Guillermo Cañas Martín García                         | 6-3, 7-6            |
| 6.  | 5 novembre 2006   | Brazil Challenger, Aracaju                              | Terra rossa | Sergio Roitman    | Tomas Behrend Marcel Granollers                       | 7-6, 3-6, [10-6]    |
| 7.  | 2 settembre 2007  | Città di Como Challenger, Como                          | Terra rossa | Simone Vagnozzi   | Flavio Cipolla Marco Pedrini                          | 7-6, 6-4            |
| 8.  | 26 ottobre 2008   | Buenos Aires Challenger, Buenos Aires                   | Terra rossa | Sebastián Prieto  | Thomaz Bellucci Rubén Ramírez Hidalgo                 | 7-5, 6-3            |
| 9.  | 12 luglio 2009    | The Hague Open, Scheveningen                            | Terra rossa | Lucas Arnold Ker  | Thomas Schoorel Nick van der Meer                     | 7-5, 6-2,           |
| 10. | 13 marzo 2011     | Santiago Challenger, Santiago del Cile                  | Terra rossa | Horacio Zeballos  | Guillermo Rivera-Aránguiz Cristóbal Saavedra-Corvalán | 6-3, 6-4            |
| 11. | 22 settembre 2013 | Campeonato Internacional de Campinas, Campinas          | Terra rossa | Guido Andreozzi   | Thiago Alves Thiago Monteiro                          | 6-4, 6-4            |
| 12. | 29 settembre 2013 | Aberto de Tênis do Rio Grande do Sul, Porto Alegre      | Terra rossa | Guillermo Durán   | Víctor Estrella Burgos João Souza                     | 3-6, 6-1, [10-5]    |
| 13. | 13 ottobre 2013   | Copa San Juan Gobierno, San Juan                        | Terra rossa | Guillermo Durán   | Martín Alund Facundo Bagnis                           | 6-3, 6-0            |
| 14. | 27 ottobre 2013   | Challenger de Buenos Aires, Buenos Aires                | Terra rossa | Diego Schwartzman | Rogério Dutra da Silva André Ghem                     | 6-3, 7-5            |
| 15. | 12 aprile 2014    | Itajaí Open de Tênis, Itajaí                            | Terra rossa | Eduardo Schwank   | André Sá João Souza                                   | 6-2, 6-3            |
| 16. | 26 aprile 2014    | Santos Brasil Tennis Open, Santos                       | Terra rossa | Andrés Molteni    | Guillermo Durán Renzo Olivo                           | 7-5, 6-4            |
| 17. | 21 giugno 2014    | Milano ATP Challenger, Milano                           | Terra rossa | Guillermo Durán   | James Cerretani Frank Moser                           | 6-3, 6-3            |
| 18. | 5 luglio 2014     | Internazionali di Tennis dell'Umbria, Todi              | Terra rossa | Guillermo Durán   | Riccardo Ghedin Claudio Grassi                        | 6-1, 3-6, [10-7]    |
| 19. | 15 novembre 2014  | Challenger Ciudad de Guayaquil, Guayaquil               | Terra rossa | Guido Pella       | Pere Riba Jordi Samper-Montaña                        | 2-6, 7-6(3), [10-5] |
| 20. | 25 aprile 2015    | Santos Brasil Tennis Open, Santos                       | Terra rossa | Sergio Galdós     | Rogério Dutra da Silva Fabrício Neis                  | 6-3, 5-7, [14-12]   |
| 21. | 11 luglio 2015    | Internazionali di Tennis dell'Umbria, Todi              | Terra rossa | Flavio Cipolla    | Andreas Beck Peter Gojowczyk                          | 6-4, 6-1            |
| 22. | 24 ottobre 2015   | Challenger de Santiago, Santiago del Cile               | Terra rossa | Guillermo Durán   | Andrej Martin Hans Podlipnik-Castillo                 | 7-6(6), 7-5         |
| 23. | 9 gennaio 2016    | Torneo de Mendoza, Mendoza                              | Terra rossa | José Hernández    | Julio Peralta Horacio Zeballos                        | 4-6, 6-3, [10-1]    |
| 24. | 16 gennaio 2016   | Racket Club Open, Buenos Aires                          | Terra rossa | Facundo Bagnis    | Sergio Galdós Christian Lindell                       | 6-1, 6-2            |
| 25. | 25 settembre 2016 | Santos Brasil Tennis Open, Santos                       | Terra rossa | Sergio Galdós     | Rogério Dutra da Silva Fabrício Neis                  | 6-3, 5-7, [14-12]   |
| 26. | 18 marzo 2017     | Copa Ciudad de Tigre, Tigre                             | Cemento     | Andrés Molteni    | Guido Andreozzi Guillermo Duran                       | 6-1, 6(6)-7, [10-5] |
| 27. | 8 luglio 2017     | Marburg Open, Marburgo                                  | Terra rossa | Fabrício Neis     | Rameez Junaid Ruan Roelofse                           | 6-3, 7-6(4)         |
| 28. | 7 ottobre 2017    | Campeonato Internacional de Tênis de Campinas, Campinas | Terra rossa | Fabrício Neis     | Gastão Elias José Pereira                             | 6-1, 6-1            |
| 29. | 25 novembre 2017  | Rio Tennis Classic, Rio de Janeiro                      | Terra rossa | Fabrício Neis     | Marcelo Arévalo Miguel Ángel Reyes Varela             | 5-7, 6-4, [10-4]    |

## Risultati in progressione
| Sigla | Risultato               |
| ----- | ----------------------- |
| V     | Vincitore               |
| F     | Finalista               |
| SF    | Semifinalista           |
| O     | Oro olimpico            |
| A     | Argento olimpico        |
| SF    | Bronzo olimpico         |
| QF    | Quarti di Finale        |
| 4T    | Quarto turno            |
| 3T    | Terzo turno             |
| 2T    | Secondo turno           |
| 1T    | Primo turno             |
| RR    | Round Robin             |
| LQ    | Turno di qualificazione |
| A     | Assente                 |
| ND    | Non disputato           |

| Legenda superfici    |
| -------------------- |
| Cemento              |
| Terra battuta        |
| Erba                 |
| Superficie variabile |

### Singolare
| Torneo                     | 2007 | 2008 | 2009          | 2010          | 2011          | 2012 | 2013          | 2014          | 2015          | 2016 | 2017          | 2018          | V–S  |
| Tornei Grande Slam         |      |      |               |               |               |      |               |               |               |      |               |               |      |
| Australian Open, Melbourne | A    | Q1   | A             | A             | A             | A    | A             | A             | 1T            | A    | Q2            | A             | 0–1  |
| Open di Francia, Parigi    | Q2   | 2T   | 3T            | A             | 1T            | Q1   | A             | Q2            | 1T            | Q1   | Q2            | A             | 3–4  |
| Wimbledon, Londra          | A    | A    | 1T            | 1T            | 1T            | Q1   | A             | A             | Q1            | Q1   | Q2            | A             | 0–3  |
| US Open, New York          | A    | 1T   | 2T            | 1T            | 1T            | Q1   | 2T            | 1T            | Q3            | Q2   | Q1            | A             | 2–6  |
| Vittorie–Sconfitte         | 0–0  | 1–2  | 3–3           | 0–2           | 0–3           | 0–0  | 1–1           | 0–1           | 0–2           | 0–0  | 0–0           | 0–0           | 5–14 |
| Giochi Olimpici            |      |      |               |               |               |      |               |               |               |      |               |               |      |
| Giochi Olimpici            | ND   | A    | Non disputati | Non disputati | Non disputati | A    | Non disputati | Non disputati | Non disputati | A    | Non disputati | Non disputati | 0–0  |
| Vittorie–Sconfitte         | ND   | 0–0  | Non disputati | Non disputati | Non disputati | 0–0  | Non disputati | Non disputati | Non disputati | 0–0  | Non disputati | Non disputati | 0–0  |

### Doppio
| Torneo             | 2007 | 2008 | 2009          | 2010          | 2011          | 2012 | 2013          | 2014          | 2015          | 2016 | 2017          | 2018          | 2019          | 2020          | 2021 | 2022 | 2023 | 2024 | V–S   |
| Tornei Grande Slam |      |      |               |               |               |      |               |               |               |      |               |               |               |               |      |      |      |      |       |
| Australian Open    | A    | 1T   | A             | A             | A             | A    | A             | A             | 1T            | A    | 1T            | A             | 3T            | 2T            | 3T   | A    | 1T   | QF   | 7–8   |
| Open di Francia    | A    | A    | A             | A             | 2T            | A    | A             | QF            | 3T            | 1T   | A             | QF            | 1T            | 2T            | 3T   | 2T   | QF   | 3T   | 17–11 |
| Wimbledon          | A    | A    | 1T            | 1T            | 1T            | A    | A             | A             | A             | 2T   | A             | 3T            | 3T            | ND            | SF   | 1T   | 2T   | QF   | 13–10 |
| US Open            | A    | SF   | 2T            | 2T            | 2T            | A    | A             | 1T            | A             | 1T   | A             | QF            | A             | 2T            | 2T   | 1T   | QF   |      | 15–11 |
| Vittorie–Sconfitte | 0–0  | 4–2  | 1–2           | 1–2           | 2–3           | 0–0  | 0–0           | 3–2           | 2–2           | 1–3  | 0–1           | 8–3           | 4–3           | 3–3           | 9–4  | 1–3  | 7–4  | 6–3  | 52–40 |
| Giochi Olimpici    |      |      |               |               |               |      |               |               |               |      |               |               |               |               |      |      |      |      |       |
| Giochi Olimpici    | ND   | A    | Non disputati | Non disputati | Non disputati | A    | Non disputati | Non disputati | Non disputati | 2T   | Non disputati | Non disputati | Non disputati | Non disputati | A    | ND   | ND   |      | 1–1   |
| Vittorie–Sconfitte | ND   | 0–0  | Non disputati | Non disputati | Non disputati | 0–0  | Non disputati | Non disputati | Non disputati | 1–1  | Non disputati | Non disputati | Non disputati | Non disputati | 0–0  | ND   | ND   |      | 1–1   |

### Doppio misto
| Torneo             | 2007          | 2008          | 2009          | 2010          | 2011          | 2012 | 2013          | 2014          | 2015          | 2016 | 2017          | 2018          | 2019          | 2020          | 2021 | 2022 | 2023 | 2024 | V–S |
| Tornei Grande Slam |               |               |               |               |               |      |               |               |               |      |               |               |               |               |      |      |      |      |     |
| Australian Open    | A             | A             | A             | A             | A             | A    | A             | A             | A             | A    | A             | A             | A             | A             | 1T   | A    | A    | 1T   | 0–1 |
| Open di Francia    | A             | A             | A             | A             | A             | A    | A             | A             | A             | A    | A             | A             | 1T            | ND            | A    | A    | A    | SF   | 2–2 |
| Wimbledon          | A             | A             | A             | A             | A             | A    | A             | A             | A             | 1T   | A             | A             | 2T            | ND            | A    | 1T   | A    | SF   | 2–3 |
| US Open            | A             | A             | A             | A             | A             | A    | A             | A             | A             | A    | A             | A             | A             | ND            | 2T   | A    | 1T   |      | 1–1 |
| Vittorie–Sconfitte | 0–0           | 0–0           | 0–0           | 0–0           | 0–0           | 0–0  | 0–0           | 0–0           | 0–0           | 0–1  | 0–0           | 0–0           | 0–1           | 0–0           | 1–1  | 0–1  | 0–1  | 4-3  | 5–8 |
| Giochi Olimpici    |               |               |               |               |               |      |               |               |               |      |               |               |               |               |      |      |      |      |     |
| Giochi Olimpici    | Non disputati | Non disputati | Non disputati | Non disputati | Non disputati | A    | Non disputati | Non disputati | Non disputati | A    | Non disputati | Non disputati | Non disputati | Non disputati | A    | ND   | ND   |      | 0–0 |
| Vittorie–Sconfitte | Non disputati | Non disputati | Non disputati | Non disputati | Non disputati | 0–0  | Non disputati | Non disputati | Non disputati | 0–0  | Non disputati | Non disputati | Non disputati | Non disputati | 0–0  | ND   | ND   |      | 0–0 |